# Vinkelhake

Vinkelhake

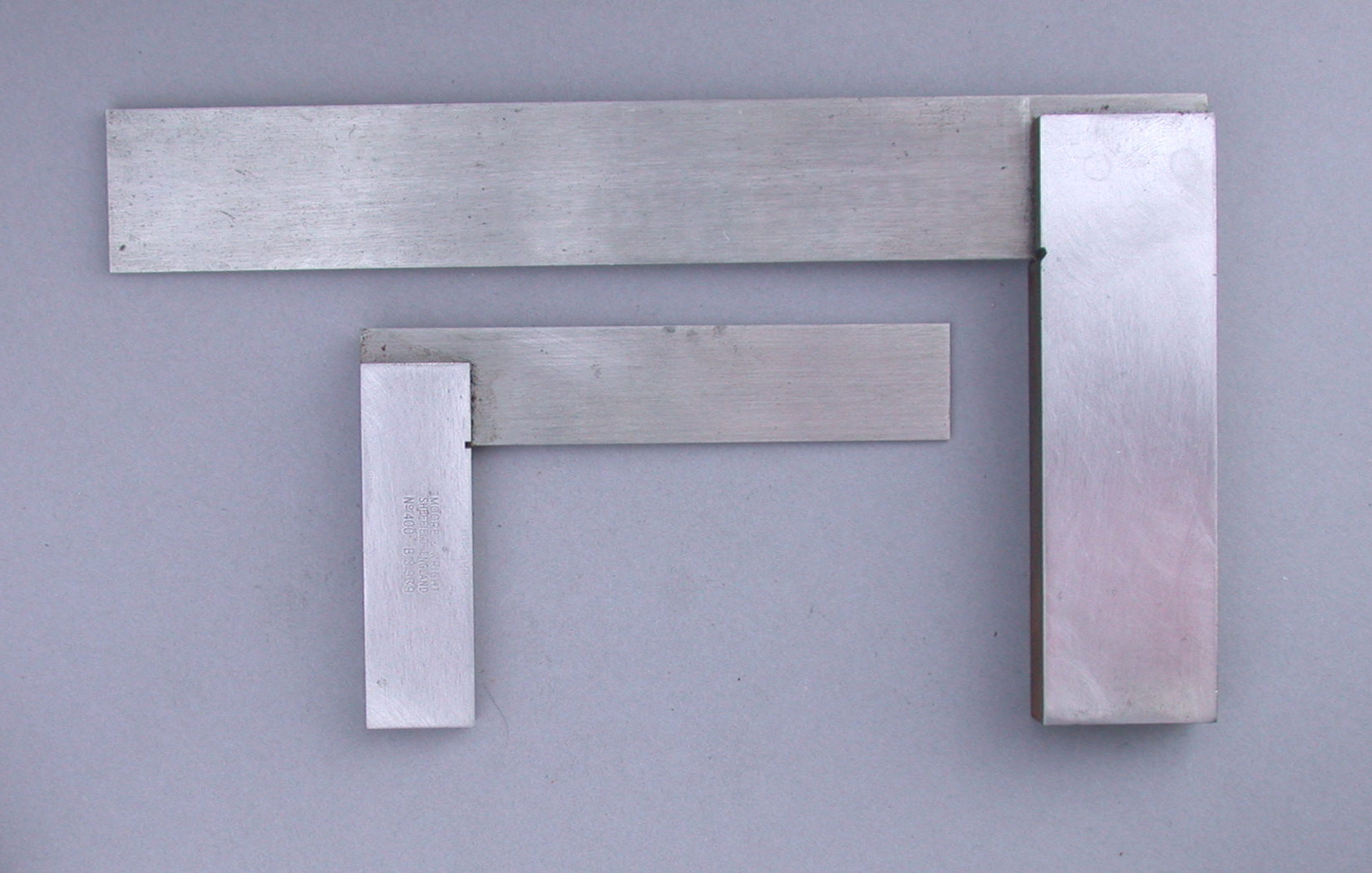
Två anslagsvinklar.

Vinkelhake är ett verktyg som används vid mätning och ritning. En vinkelhake har formen av en rätvinklig triangel. Vinkelhaken består av två jämntjocka skänklar. Det finns flera typer: plåtslagarvinkel, smidesvinkel med mera. En vanligt förekommande vinkelhake är gjord i transparent plast eller trä och används vid tvådimensionellt skissande.
Ordet vinkelhake är belagt i svenskan sedan 1538.
Ett verktyg som ofta i vardagligt bruk kallas vinkelhake är i själva verket en så kallad anslagsvinkel. På en anslagsvinkel är den ena skänkeln tjockare än den andra och används för att lägga an verktyget mot en plan yta och agera mothåll. Den andra tunnare skänkeln har i regel en skala i centimeter eller millimeter för att mäta ut, kontrollera och rita på.